# Galaxy (satélite)

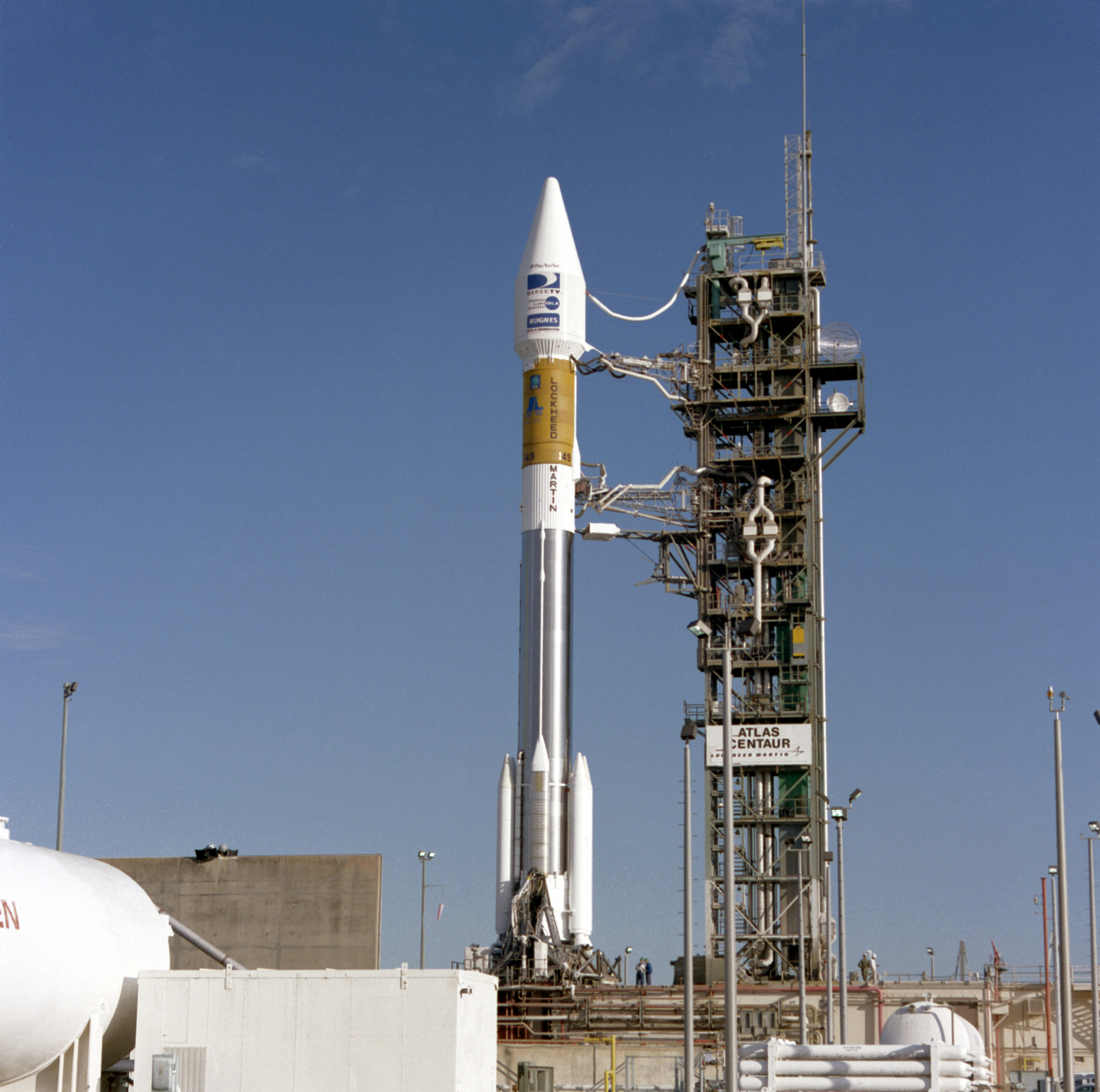
Atlas IIAS com a Galaxy 8.

A série Galaxy é uma família de satélites de comunicações originalmente desenvolvido e operado pela Hughes Communications, que fundiu-se com a PanAmSat que por sua vez foi incorporada pela Intelsat Como um dos primeiros satélites geoestacionários, o Galaxy 1 foi lançado em 28 de junho de 1983. O mais recente, o Galaxy 19, foi lançado em 24 de setembro de 2008. Vários satélites Intelsat Americas foram incorporados na série Galaxy.

## Satélites Galaxy
| Satélite   | Fabricante            | Veículo de lançamento | Data do lançamento      | Estado                               | Nota |
| ---------- | --------------------- | --------------------- | ----------------------- | ------------------------------------ | --- |
| Galaxy 1   | Hughes                | Delta                 | 28 de junho de 1983     | Retirado em 1 de abril de 1994       | |
| Galaxy 1R  | Hughes                | Atlas I               | 22 de agosto de 1992    | Lançamento fracassado                | O lançamento fracassou em 22 de agosto de 1992 |
| Galaxy 1R2 | Hughes                | Delta II (7925-8)     | 19 de fevereiro de 1994 | Retirado em 7 de março de 2006       | |
| Galaxy 2   | Hughes                | Delta                 | 22 de setembro de 1983  | Retirado em maio de 1994             | |
| Galaxy 3   | Hughes                | Delta                 | 21 de setembro de 1984  | Retirado em outubro de 1995          | |
| Galaxy 3R  | Hughes                | Atlas IIA             | 15 de dezembro de 1995  | Falhou em órbita em março de 2006    | |
| Galaxy 3C  | Hughes                | Sea Launch Zenit-3SL  | 15 de junho de 2002     | Ativo                                | |
| Galaxy 4   | Hughes                | Ariane 42P+           | 25 de junho de 1993     | Falhou em órbita em maio de 1998     | |
| Galaxy 4R  | Hughes                | Ariane 42L            | 19 de abril de 2000     | Retirado em julho de 2006            | |
| Galaxy 5   | Hughes                | Atlas I               | 14 de março de 1992     | Retirado em janeiro de 2005          | |
| Galaxy 6   | Hughes                | Ariane 44L            | 12 de outubro de 1990   | Retirado em feveriro de 2003         | |
| Galaxy 7   | Hughes                | Ariane 42P+           | 28 de outubro de 1992   | Falhou em órbita em novembro de 2000 | |
| Galaxy 8i  | Hughes                | Atlas IIAS            | 8 de dezembro de 1997   | Retirado em outubro de 2002          | |
| Galaxy 8iR | Hughes                | Zenit-3SL             | Não foi lançado         | Cancelado                            | Em 15 de novembro de 2002, A PanAmSat rescindido seu contrato com a Boeing Satellite Systems para o satélite Galaxy 8iR que já estava quase concluído, alegando que a Boeing não cumpriu os termos do contrato, e pediu 72 milhões dólares da Boeing para reembolsar os adiantamentos anteriores e outros custos. O satélite foi posteriormente convertida no satélite ProtoStar 2, que foi lançado em 2009, e foi adquirido no mesmo ano pela SES que o renomeou para SES-7 |
| Galaxy 9   | Hughes                | Delta II (7925)       | 23 de maio de 1996      | Retirado                             | |
| Galaxy 10  | Hughes                | Delta III             | 27 de agosto de 1998    | Lançamento fracassado                | O lançamento fracassou em 26 de agosto de 1998 |
| Galaxy 10R | Hughes                | Ariane 42L            | 25 de janeiro de 2000   | Retirado em junho de 2008            | |
| Galaxy 11  | Hughes                | Ariane 44L            | 22 de dezembro de 1999  | Ativo                                | |
| Galaxy 12  | Orbital Sciences Corp | Ariane 5 G            | 9 de abril de 2003      | Ativo                                | |
| Galaxy 13  | Hughes                | Sea Launch Zenit-3SL  | 1 de outubro de 2003    | Ativo                                | |
| Galaxy 14  | Orbital Sciences Corp | Soyuz-FG              | 13 de agosto de 2005    | Ativo                                | |
| Galaxy 15  | Orbital Sciences Corp | Ariane 5 GS           | 13 de outubro de 2005   | falhou em órbita em abril de 2010    | WAAS alugado |
| Galaxy 16  | Space Systems/Loral   | Zenit-3SL             | 18 de junho de 2006     | Ativo                                | |
| Galaxy 17  | Alcatel Alenia Space  | Ariane 5ECA           | 4 de maio de 2007       | Ativo                                | |
| Galaxy 18  | Space Systems/Loral   | Zenit-3SL             | 21 de maio de 2008      | Ativo                                | |
| Galaxy 19  | Space Systems/Loral   | Zenit-3SL             | 24 de setembro de 2008  | Ativo                                | Ex-Intelsat Americas 9. |
| Galaxy 23  | Space Systems/Loral   | Zenit-3SL             | 8 de agosto de 2003     | Ativo                                | Parte do satélitte EchoStar IX. Ex-Telstar 13 da Space Systems/Loral, e Intelsat Americas 13. |
| Galaxy 25  | Space Systems/Loral   | Proton-K              | 24 de maio de 1997      | Ativo                                | Ex-Telstar 5 da Space Systems/Loral, e Intelsat Americas 5. |
| Galaxy 26  | Space Systems/Loral   | Proton-K              | 15 de fevereiro de 1999 | Ativo                                | Ex-Telstar 6 da Space Systems/Loral, e Intelsat Americas 6. |
| Galaxy 27  | Space Systems/Loral   | Ariane 4              | 25 de setembro de 1999  | Ativo                                | Ex-Telstar 7 da Space Systems/Loral, e Intelsat Americas 7. |
| Galaxy 28  | Space Systems/Loral   | Zenit-3SL             | 23 de junho de 2005     | Ativo                                | Ex-Telstar 8 da Space Systems/Loral, e Intelsat Americas 8. |
| Galaxy 30  | Northrop Grumman      | Ariane 5              | 15 de agosto de 2020    | Ativo                                | |
| Galaxy 31  | Maxar Technologies    | Falcon 9              | 12 de novembro de 2022  | Ativo                                | |
| Galaxy 32  | Maxar Technologies    | Falcon 9              | 12 de novembro de 2022  | Ativo                                | |
| Galaxy 33  | Northrop Grumman      | Falcon 9              | 8 de outubro de 2022    | Ativo                                | |
| Galaxy 34  | Northrop Grumman      | Falcon 9              | 8 de outubro de 2022    | Ativo                                | |
| Galaxy 35  | Maxar Technologies    | Ariane 5              | 13 de dezembro de 2022  | Ativo                                | |
| Galaxy 36  | Maxar Technologies    | Ariane 5              | 13 de dezembro de 2022  | Ativo                                | |
| Galaxy 37  | Maxar Technologies    | Falcon 9              | 3 de agosto de 2023     | Ativo                                | |